# Botanophila costispinata
Botanophila costispinata är en tvåvingeart som beskrevs av Fan och Zheng 1993. Botanophila costispinata ingår i släktet Botanophila och familjen blomsterflugor.
Artens utbredningsområde är Sichuan (Kina). Inga underarter finns listade i Catalogue of Life.